# Benjamin Grosvenor
Benjamin Grosvenor, né le 8 juillet 1992 à Southend-on-Sea, dans le comté d'Essex, est un pianiste classique britannique.  

## Biographie
Né d'un père enseignant l'anglais et le théâtre et d'une mère professeure de piano, il est le benjamin d'une famille de cinq frères.

Il amorce ses études de piano sous l'autorité de sa mère dès l'âge de six ans et suit des leçons auprès de Christopher Elton à Londres, avant d'entrer à la Royal Academy of Music. Il obtient son diplôme en 2012 et reçoit le Queen’s Award for Excellence du meilleur étudiant de l'année.
En mai 2003, il donne un premier récital en solo dans une église. La même année, il joue le Concerto pour piano nº 21 de Mozart avec le Westcliff Sinfonia.  Depuis, il est à l'affiche de nombreux récitals et concerts dans de nombreuses villes européennes, américaines et canadiennes. Il s'est produit notamment au Royal Albert Hall et au Wigmore Hall de Londres, ainsi qu'au Symphony Hall de Birmingham, à la salle Gaveau de Paris, au Carnegie Hall de New York et à la Maison symphonique de Montréal.

## Récompenses et distinctions
En 2003, il n'a que 10 ans quand il remporte quatre compétitions pianistiques en Grande-Bretagne. L'année suivante, il remporte le BBC Young Musician of the Year 2004.
En 2011, le Evening Standard considère Grosvenor comme l'un des 1 000 plus importants Londoniens et le quotidien The Daily Telegraph le classe parmi le Top 10 des Britanniques de l'année.
En 2012, il remporte deux Gramophone Awards : le « Instrumental Award » et le « Young Artist Award », devenant ainsi le plus jeune double lauréat de l'histoire de cette distinction. En France, ses enregistrements remportent à deux reprises la récompense du Diapason d'or, transformée à chaque fois en Diapason d'or de l'année (2011 et 2014).

## Discographie
- Benjamin Grosvenor, œuvres de Chopin, Liszt, Ravel, Decca (2011) - Diapason d'or
- Rhapsody In Blue, œuvres de  Saint-Säens, Ravel, Gershwin, Decca (2013)
- Dances, œuvres de Bach, Chopin, Scriabine, Granados, Liszt, Decca (2014) - Diapason d'or
- Homages, œuvres de Bach-Busoni, Franck, Mendelssohn, Ravel, Decca (2016)
- Chopin, Concertos pour piano n°1 et n°2, Decca (2020)
- Liszt, Decca (2021)

## Enregistrements radiophoniques
- Frédéric Chopin, Concerto pour piano n° 1, Orchestre Philharmonique de Radio France, Dir. Ben Glassberg, Besançon, Théâtre Ledoux, 7 septembre 2019[6]
- Sergueï Rachmaninov, Concerto pour piano n°2, Orchestre National de France, Dir. Cristian Macelaru, Maison de la Radio, Radio France, 24 septembre 2020[6]
- Benjamin Britten, Concerto pour piano op 13, Orchestre Philharmonique de Radio France, Dir. Krzysztof Urbanski, Maison de la Radio et de la Musique, 5 mars 2021[6]
- Richard Strauss, Quatuor pour trio à cordes et piano en ut mineur op 13 TrV 137, Amandine Ley, violon, Aurélie Souvignet-Kowalski, alto, Jérôme Pinget, violoncelle, Maison de la Radio et de la Musique, 7 mars 2021[6]
- Robert Schumann, Kreisleriana pour piano opus 16, Maison de la Radio et de la Musique, 1er juin 2021[6]
- Maurice Ravel, Gaspard de la nuit, Festival Radio France-Occitanie Montpellier, 28 juillet 2021[6]